# Burn-Up Scramble
Burn Up Scramble (バ―ンナップスクランブル?, Baannappu Sukuranburu) è un anime composto da 12 episodi diretto da Hiroki Hayashi uscito nel 2004. Esso è la quarta e ultima parte della serie Burn-Up uscita nella prima metà degli anni 1990.

## Trama
Come in Burn-Up W e Burn-Up Excess, la serie ha come protagonista una giovane ufficiale di polizia esperta in arti marziali Rio Kinezono, costantemente sommersa dai debiti, che entrata a far parte di un gruppo di mercenari chiamati "team warriors" dovrà dare dimostrazione delle sue abilità nelle diverse missioni a lei assegnate.

## Personaggi principali
- Rio Kinezono
- Maya Jingu
- Lilica Evette
- Warriors Commander
- Yuji Naruo
- Matsuri Tamagawa

## Doppiaggio

### Doppiatori giapponesi
- Megumi Toyoguchi: Rio Kinezono
- Rie Kugimiya: Maya Jingu
- Mamiko Noto: Lilica Evette
- Yuko Kagata: Warriors Commander, Girl's Mother
- Hiroki Takahashi: Yuji Naruo
- Rie Tanaka: Matsuri Tamagawa
- Akio Ōtsuka: Master
- Atsushi Imaruoka: Commander, Criminal B, Handsome Guy B, Host, Housewife D, Peeping Man, Thief
- Hiroaki Yoshida: Couple Male 1, Criminal A, Goldfish Scooping, Man A, Manager, Trio A
- Hiroomi Sugino: Executive B, Robber B
- Hiroshi Kamiya: Wonderful Person
- Kazuhiko Nishimatsu: Dill, Police Chief, Robber A, Uncle
- Ken Uo: Executive D, Father
- Kimiko Saitō: Executive C, Housewife C, Monica, Newcaster
- Kōichi Kuriyama: Couple Male 1, Handsome Guy A, Host, Man B, Passenger B, Recruiter, Staff
- Kujira: Housewife A
- Nana Mizuki: Harness
- Naoki Yanagi: 19
- Naoko Suzuki: Couple Female 1, Couple Woman, Electric Voice, Female Emcee, Female Officier A, Girl, Housewife E, Passenger C
- Satoshi Tsuruoka: Disciple B, Groom, Handsome Guy C, Man, Man C, Passenger B
- Susumu Akagi: Disciple A
- Tomoe Sakuragawa: Couple Female 2, Female Announcer, Female Officier B, Housewife F, Pai, Passenger D, Penguin
- Tōko Aoyama: Housewife B, Mother, Old Woman, Passenger A
- Yasushi Miyabayashi: Commentator, Executive A, Robber C, Rosan

## Colonna sonora
Sigla di apertura
- "Action! ~Theme for Burn Up Scramble~", musica e arrangiamento di Toshihiko Sahashi, cantata da Toshihiko Sahashi

Sigla di cliusura
- "0 or ∞ -Love or Unlimited-", testo di Nagae Kuwahara, musica e arrangiamento di Toshihiko Sahashi, cantata da Atena (Megumi Toyoguchi, Rie Kugimiya e Mamiko Noto)

## Episodi
| Nº | Giapponese 「Kanji」 - Rōmaji                                                     | In onda          | In onda |
| Nº | Giapponese 「Kanji」 - Rōmaji                                                     | Giapponese       |         |
| 1  | 「ウォーリアーズ 暁に出撃す!!」 - Uōriāzu Akatsuki ni Shutsugekisu                | 12 gennaio 2004  |         |
| 2  | 「倒せ!! 強奪車両『マッドガンダー!!」 - Taose!! Gōdatsu Sharyō Maddokandā!!       | 19 gennaio 2004  |         |
| 3  | 「ウォーリアーズ 爆死五秒前!!」 - Uōriāzu Bakushi Gobyō Mae!!                     | 26 gennaio 2004  |         |
| 4  | 「激突!! 大東京7万km!!」 - Gekitotsu!! Dai Tōkyō 7-man kiromētoru                 | 2 febbraio 2004  |         |
| 5  | 「愛と哀しみの粉塵爆破!!」 - Ai to Kanashimi no Funjin Bakuha!!                   | 9 febbraio 2004  |         |
| 6  | 「ウェスタン札幌 ～知床地獄篇～」 - Uesutan Sapporo ～Shiretoko Jigokuhen～       | 16 febbraio 2004 |         |
| 7  | 「撃墜 悪夢のエアポート2023」 - Gekitsui Akumu no Eapōto 2023                     | 23 febbraio 2004 |         |
| 8  | 「大銀河からの超メッセージ」 - Daiginga kara no Chō Messēji                       | 1º marzo 2004    |         |
| 9  | 「黒いシージャック!! 海上大激突!!」 - Kuroi Shījakku!! Kaijō Daigekitotsu         | 8 marzo 2004     |         |
| 10 | 「大東京全滅!～ さらばウォーリアーズ!!」 - Dai Tōkyō Zenmetsu!～ Saraba Uōriāzu!! | 15 marzo 2004    |         |
| 11 | 「ラストマッチ ウォーリアーズ超決戦!!」 - Rasuto Macchi Uōriāzu!! Chō Kessen!!    | 22 marzo 2004    |         |
| 12 | 「行けウォーリアーズ!! 永遠の果てに!!」 - Ike Uōriāzu!! Eien no Hate ni!!         | 29 marzo 2004    |         |